# Конституция Карельской АССР (1926)
Конституция Карельской Автономной Социалистической Советской Республики 1926 года — первый основной закон Карельской Автономной Социалистической Советской Республики.

## История
В 1921 году исполком Карельской Трудовой Коммуны внёс во ВЦИК проект декрета об установлении конституционных прав коммуны. Позднее, в 1923 году, председатель Карельского исполнительного комитета Эдвард Гюллинг отмечал, что из-за «вспыхнувшей в 1921 году карельской авантюры, вопрос этот был временно отложен впредь до установления спокойствия в Карелии».
В сентябре в ходе IV Всекарельского съезда Советов вопрос о необходимости разработки конституции был озвучен. Для разработки конституции при КарЦИКе была создана Конституционная комиссия.
В мае 1925 года новые поправки в Конституцию РСФСР разрешили автономным республикам принимать собственные основные законы, которые следовало предоставить на одобрение союзным законодательным органам. Тогда же в 1925 году изменился состав Конституционной комиссии Автономной Карельской ССР.
В тексте проекта конституции не было сведений о гербе и флаге. Несмотря на запрос о проектах местных гербов, разосланный ВЦИК во все автономные республики СССР 13 августа 1925 года, Карельская АССР не прислала проекта своего герба, а 22 ноября 1926 года председатель ЦИК Карельской АССР А. Нуортева сообщил в отдел национальностей при ЦИК СССР, что «Карельская АССР каких-либо особых национальных гербов и флагов не имеет, а пользуется в этом отношении гербом и флагом РСФСР».
Принята 13 января 1926 года. Текст Конституции Карельской АССР не был утвержден ВЦИК РСФСР и Съездом Советов РСФСР. В результате, жизнедеятельность Карельской АССР осуществлялась в соответствии с Конституцией СССР 1924 г. и Конституцией РСФСР 1925 г., а также законодательными актами, принятыми в Карельской АССР.
Первым основным законом, непосредственно действующим на территории Карельской АССР, стала Конституция Карельской АССР 1937 года, которая была утверждена Верховным Советом РСФСР 30 июня 1940 года.

## Содержание
В начале конституции «Декларация образования Автономной Карельской Социалистической Советской Республики». «Великая Октябрьская Революция, разрушив основы помещичьего и капиталистического строя бывшей царской империи, уничтожила порожденное этим строем угнетение национальных меньшинств.
Провозгласив принцип самоопределения народов, победивший пролетариат освободил творческие силы трудовых масс и сплотил трудящихся страны в борьбе для защиты завоеваний революции от всех посягательств врагов.
Героическая революционная борьба рабочего класса в союзе с крестьянством освободила и карельский трудовой народ от мучительного ига царской тирании и капитализма.
В тяжелой, по победной борьбе карельских тружеников против всех посягательств капитала, проведенной рука об руку с трудящимися массами всей Советской Республики, при содействии ее геройской Красной Армии и доблестных финских коммунистических отрядов, еще крепче скрепились братские узы трудящихся Карелии с трудящимися всего союза и других стран мира.
На основании ІІ-ой статьи Конституции Р.С.Ф.С.Р. о самоопределения народов, 7-го июля 1920 года была организована на территории, населенной карелами и тесно с нею связанной, автономная советская единица — Карельская Трудовая Коммуна.».
Состояла из 102 статей, которые были в 14 главах. Все положения конституции были демократичными. Труд был провозглашён одной из обязанностей, также говорилось о бесплатном образовании. Конституция признала официальными русский и карельско-финский языки. Регулировалась система выборов в органы власти.